# Jemenski građanski rat 1994.
Jemenski građanski rat iz 1994. godine izbio je zbog problema s ujedinjenjem Jemena i diobe vlasti. Trajao je od 4. svibnja do 7. srpnja 1994. godine. Spada u posljedice Hladnog rata. 
Sučeljavanja u svezi s diobom vlasti bivala su sve jača. Način spajanja nekad dvaju posebnih država izazvala su oružane sukobe. Izbili su veljače 1994. godine. Jedna je strana odlučila odvojiti se iz zajedničke države. Separatistički stav nosila je strana gdje je djelovao zamjenik predsjednika Alija Abdulaha Salima, vođa Jemenske socijalističke stranke Ali Salim al-Bid (‘Alī Salim al-Biḍ). Proglasio je neovisnost bivšega Južnog Jemena. Akcija je prošla bez uspjeha i poražen je već travnja 1994. godine. Poraženi Jug nikad se nije pomirio te je 2009. izbio novi separatistički ustanak.